# Florentina Mocanu
Florentina Mocanu (n. Tifești, Vrancea) este o actriță română.

## Biografie
Este absolventă a Universității de Artă Teatrală Târgu Mureș (promoția 1990, clasa prof. Adriana Piteșteanu, Vlad Rădescu, interpretând singurul rol feminin din piesa "Balada Îndrăgostiților" de Dimitrie Roman, regia Vlad Rădescu. Și-a continuat studiile de MA la San Francisco State University și studiile de doctorat la Stanford University.
A debutat pe scena Teatrului Național din Târgu Mureș în rolul Miranda din "Furtuna" de William Shakespeare, regia Kincses Elemer, continuând apoi cu rolul Hedvig din "Rața sălbatică" de Henrik Ibsen, regia Dan Alecsandrescu.
A jucat pe scena Teatrului de Comedie din București în rolul Cecile din "Legături primejdioase", adaptare după Ch. de Laclos de Christopher Hampton, în regia lui Alexandru Darie, alături de Iarina Demian, Adina Popescu, Sanda Toma, Gabriela Popescu, Mihai Bisericanu, Florin Anton, Marian Râlea etc.; Hermia din "Visul unei nopți de vară" de William Shakespeare, regia Alexandru Darie, alături de Magda Catone, Marian Ralea, Florin Anton, Șerban Ionescu, Etienne în "Papagalul verde" de Arthur Snitzler, regia Lucian Giurchescu.